# یواس‌اس ال‌اس‌تی-۸۶۹
یواس‌اس ال‌اس‌تی-۸۶۹ (به انگلیسی: USS LST-869) یک کشتی بود که طول آن ۳۲۸ فوت (۱۰۰ متر) بود. این کشتی در سال ۱۹۴۴ ساخته شد.